# Auneau-Bleury-Saint-Symphorien
Auneau-Bleury-Saint-Symphorien es una comuna nueva francesa situada en el departamento de Centro-Valle de Loira, de la región de Eure y Loir.

## Historia
Fue creada el 1 de enero de 2016, en aplicación de una resolución del prefecto de Finisterre del 15 de diciembre de 2015 con la unión de las comunas de Auneau y Bleury-Saint-Symphorien, pasando a estar el ayuntamiento en la antigua comuna de Auneau.

## Demografía
| Gráfica de evolución demográfica de Auneau-Bleury-Saint-Symphorien entre 1800 y 2012 |
|                                                                                      |

Los datos parciales entre 1800 y 2012 son el resultado de sumar por una parte los parciales de las dos comunas que formaban la comuna de Bleury-Saint-Symphorien, y por otra los datos de la comuna de Auneau, cuyos datos se han cogido de 1800 a 1999 (o a 2006 según corresponda), de las comunas de Auneau, Bleury y Saint-Symphorien-le-Château de la página francesa EHESS/Cassini. Los demás datos se han cogido de la página del INSEE.

## Composición
| Comuna delegada         | Código INSEE | Población (2013) | Superficie (km²) | Densidad (hab./km²) |
| ----------------------- | ------------ | ---------------- | ---------------- | ------------------- |
| Auneau                  | 28015        | 4223             | 17.05            | 248                 |
| Bleury-Saint-Symphorien | 28361        | 1301             | 17.24            | 75                  |